# Fraulauternerbach
Der Fraulauternerbach (auch Lauterner Bach oder Lauterbach) ist ein Bach im Saarlouiser Stadtteil Fraulautern, im Saarland. Er ist im weitesten Sinne Namensgeber des Ortes Fraulautern und hat maßgeblich zu dessen Gründung beigetragen.
Er hat eine Gesamtlänge von ungefähr 5 Kilometern.

## Geographie

### Verlauf

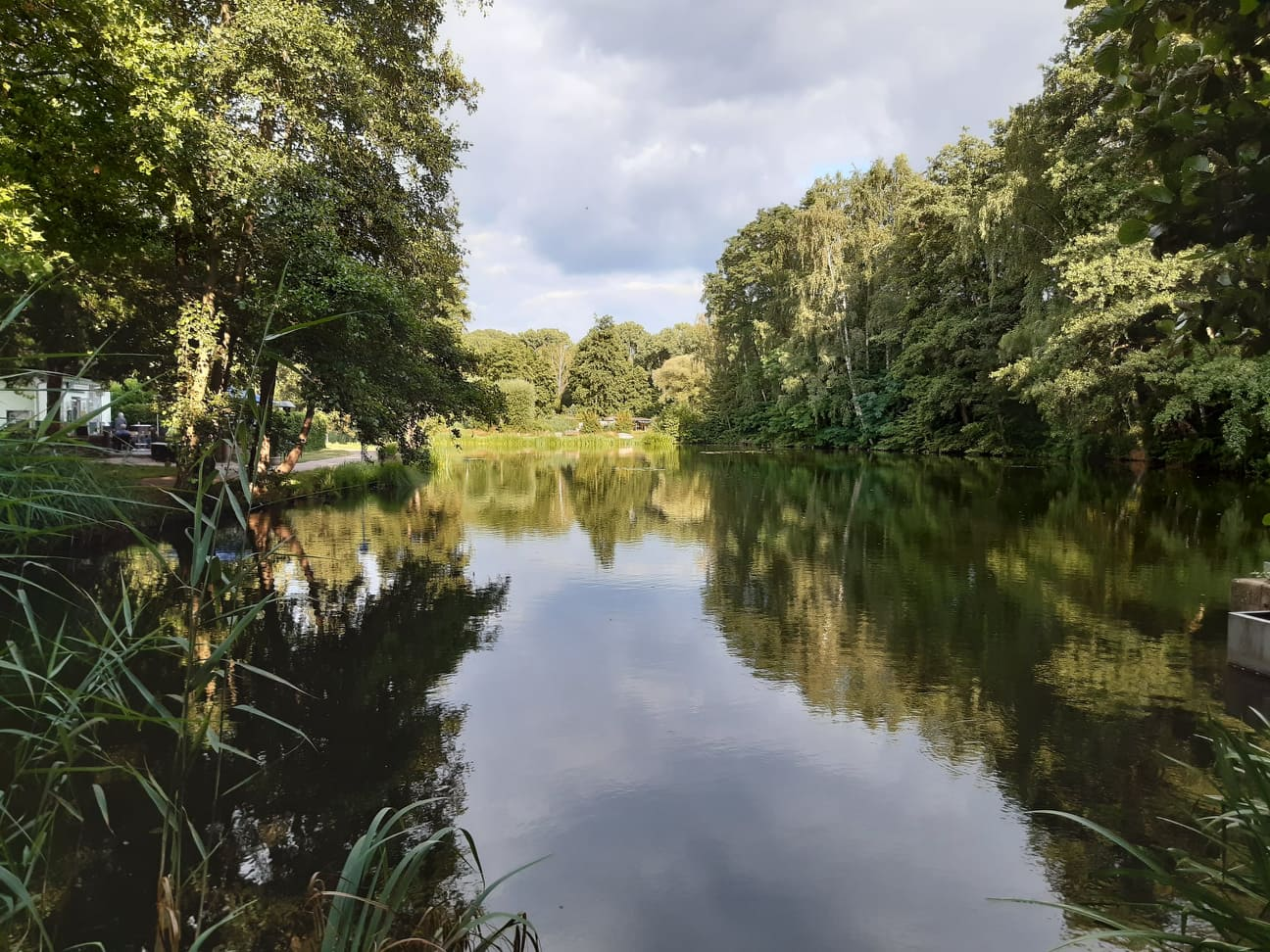
Fischweiher in Fraulautern-Kreuzberg

Der Bach entspringt im Lachwald, zwischen Fraulautern, Saarwellingen und Hülzweiler.
Von dort aus fließt er zunächst in Richtung Westen und mündet in Fraulautern-Kreuzberg in den Fischweiher. Sein weiterer Verlauf führt ihn in südwestlicher Richtung weiter nach Fraulautern hinein, zunächst durchs Naherholungsgebiet Fraulauterner Bach, bis ins Fraulauterner Unterdorf. Diese Strecke fließt er (aus städtebaulichen Gründen) seit den 1980er Jahren teils unterirdisch, zum größten Teil aber immer noch oberirdisch. Im Unterdorf, in der Gegend des Alten Klosters, mündet der Lauterbach in die Saar.

### Zuflüsse
Kurz nach der Quelle des Baches, an der Grenze zwischen Fraulautern und Hülzweiler, mündet der kleine, aus Hülzweiler kommende Fürstbach in den Lauterbach.
- Fürstbach (rechts), 0,1 km

## Verschmutzung
Am 21. September 2013 wurde der Lauterbach durch etwa 300 Liter Dieselkraftstoff, die in der Nähe des Industriegebietes Ostring in den Bach gelangt waren, verunreinigt. Das verunreinigte Öl-Wasser-Gemisch musste durch eine Fachfirma abgepumpt und entsorgt werden. Für gewöhnlich ist das Wasser im Lauterbach, im Vergleich zu anderen Bächen, recht klar und sauber.

## Mühlen
Ähnlich wie im benachbarten Stadtteil Roden, durch den der Ellbach fließt, gab es auch in Fraulautern mehrere Mühlen, die durch das fließende Gewässer betrieben werden konnten. Diese wurden zum Mahlen von Getreide und für die Gerbindustrie genutzt. In einem Mahlprozess wurde so aus Baumrinde Lohe hergestellt, was von der Gerbindustrie benötigt wurde. Vor der Eingemeindung in die Stadt Saarlouis, 1936, fanden sich in der damaligen Mühlenstraße (heute Jahnstraße) zwei Mühlen. Eine der Mühlen war die Zapps Mühle mit einstöckigem Bau, Stallungen, Scheune, Wohnhaus und Mühle. Die zweite Mühle, Mühle Schönen (umgangssprachlich Schön's Mühle), wurde zum Mahlen von Getreide genutzt. Der ehemalige Bau mit Mühle, Wohnhaus und Stallungen, brannte um 1919 ab. Nach Übergang in den Gemeindebesitz wurde die Mühle wieder aufgebaut und in den 1960er Jahren aufgrund einer Siedlungserweiterung abgerissen.

## Namensgeber für Fraulautern
Der Lauterbach hat maßgeblich zur Ortsgründung und Namensgebung von Fraulautern beigetragen. Durch die fruchtbare Erde am Ufer des Gewässers bot die Gegend ideale Lebensbedingungen. Der Ortsname Fraulautern, ursprünglich Vrowenlutren leitet sich von den Frauen, also den Nonnen des an der Einmündung in die Saar gegründeten Klosters (Abtei Fraulautern), ab, sowie vom vermutlich keltischen Wort Lutra bzw. Lutera („Ort am klaren Wasser“), womit Bezug auf den Lauterbach genommen wird.
Urkunden belegen, dass die Schreibweise von Lautern viele Varianten hat: 1154, „Lutera“, 1160, „Luthra“, 1174, „Luthra“ und „Lutrensis“, 1183, „Lutrea“, 1212, „Lutra“ und „Lutre“, 1225, „Lutream“, 1234, „Lutteren“, 1236, „Lutrasupra“, 1250, „Luytra“ und „Lutres sur Saire“.